# Hafid Abdessadek
Hafid Abdessadek (ur. 24 lutego 1974) – marokański piłkarz grający na pozycji pomocnika.

## Kariera klubowa
Karierę piłkarską Abdessadek rozpoczął w klubie FAR Rabat. W 1994 roku zadebiutował w jego barwach w pierwszej lidze marokańskiej. Pierwszy sukces w karierze osiągnął w 1999 roku, gdy zdobył Puchar Maroka. Wraz z FAR dwukrotnie został mistrzem kraju w 2005 i 2008 roku i jeszcze czterokrotnie zdobył krajowy puchar w latach 2003, 2004, 2007 i 2008. W 2005 roku zdobył Afrykański Puchar Konfederacji.
Na początku 2008 roku Abdessadek odszedł do Olympicu Safi, a w 2009 roku został zawodnikiem Maghrebu Fez.

## Kariera reprezentacyjna
W reprezentacji Maroka Abdessadek zadebiutował 9 stycznia 2006 roku w wygranym 3:0 towarzyskim meczu z Demokratyczną Republiką Konga. W tym samym roku został powołany do kadry na Puchar Narodów Afryki 2006, ale nie rozegrał na nim żadnego spotkania.